# Aleksander Planas Saurí
Alejandro Planas Saurí (ur. 31 października 1878 w Mataró, zm. 19 lub 20 listopada 1936 w Garraf) – hiszpański męczennik i błogosławiony Kościoła katolickiego.

## Życiorys
Był głuchy od urodzenia. W 1905 roku zatrudnił się w seminarium salezjańskim w Sant Vicenç dels Horts. Po wybuchu wojny domowej w Hiszpanii został aresztowany, a następnie stracony przez rozstrzelanie. Beatyfikowany przez papieża Jana Pawła II 11 marca 2001 roku w grupie Józef Aparicio Sanz i 232 towarzyszy.